# Agobardus anormalis
Agobardus anormalis là một loài nhện trong họ Salticidae.
Loài này thuộc chi Agobardus. Agobardus anormalis được Eugen von Keyserling miêu tả năm 1885.